# Grammitis reducta
Grammitis reducta là một loài dương xỉ trong họ Polypodiaceae. Loài này được Alderw. Copel. mô tả khoa học đầu tiên năm 1952.